# Mètode Hückel
El mètode Hückel o teoria dels orbitals moleculars de Hückel, proposat per Erich Hückel el 1930, és un mètode senzill per calcular orbitals moleculars com a combinacions lineals d'orbitals atòmics. La teoria prediu els orbitals moleculars dels electrons π en molècules π-deslocalitzades, com l'etilè, el benzè, el butadiè i la piridina. Proporciona la base teòrica per a la regla de Hückel que les molècules o ions cíclics, planars amb {\displaystyle 4n+2} Els electrons π són aromàtics. Posteriorment es va estendre a molècules conjugades com la piridina, el pirrol i el furà que contenen àtoms diferents del carboni i l'hidrogen (heteroàtoms). Roald Hoffmann va desenvolupar una extensió més espectacular del mètode per incloure electrons σ, coneguda com a mètode de Hückel estès (EHM). El mètode Hückel estès ofereix un cert grau de precisió quantitativa per a molècules orgàniques en general (no només sistemes planars) i es va utilitzar per proporcionar una justificació computacional per a les regles de Woodward-Hoffmann. Per distingir l'enfocament original de l'extensió de Hoffmann, el mètode Hückel també es coneix com el mètode Hückel simple (SHM).
Tot i que innegablement una pedra angular de la química orgànica, els conceptes de Hückel van ser injustament reconeguts durant dues dècades. Pauling i Wheland van caracteritzar el seu enfocament com a "feixuc" en aquell moment, i la seva teoria de la ressonància competidora era relativament més fàcil d'entendre per als químics sense antecedents físics fonamentals, fins i tot si no podien entendre el concepte de superposició quàntica i el van confondre amb tautomerisme. La seva manca d'habilitats comunicatives hi va contribuir: quan Robert Robinson li va enviar una sol·licitud amistosa, va respondre arrogant que no li interessava la química orgànica.
Malgrat la seva senzillesa, el mètode Hückel en la seva forma original fa prediccions qualitativament precises i químicament útils per a moltes molècules comunes i, per tant, és una eina educativa potent i àmpliament ensenyada. Es descriu en molts llibres de text d'introducció a la química quàntica i la química orgànica física, i els químics orgànics, en particular, encara apliquen rutinàriament la teoria de Hückel per obtenir una comprensió molt aproximada i posterior de l'enllaç π.
El mètode té diverses característiques:
- Es limita a les molècules conjugades.
- Només s'inclouen els orbitals moleculars d'electrons π perquè aquests determinen bona part de les propietats químiques i espectrals d'aquestes molècules. Se suposa que els electrons σ formen el marc de la molècula i s'utilitza la connectivitat σ per determinar si dos orbitals π interactuen. Tanmateix, els orbitals formats per electrons σ s'ignoren i se suposa que no interaccionen amb els electrons π. Això es coneix com a separabilitat σ-π. Es justifica per l'ortogonalitat dels orbitals σ i π en molècules planars. Per aquest motiu, el mètode Hückel es limita a sistemes que són plans o gairebé.
- El mètode es basa en aplicar el mètode variacional a la combinació lineal d'orbitals atòmics i fer hipòtesis simplificadores sobre la superposició, la ressonància i les integrals de Coulomb d'aquests orbitals atòmics. No intenta resoldre l'equació de Schrödinger, i ni la forma funcional dels orbitals atòmics bàsics ni els detalls de l'Hamiltonià estan implicats.
- Per als hidrocarburs, el mètode pren la connectivitat atòmica com a única entrada; els paràmetres empírics només són necessaris quan s'introdueixen heteroàtoms.
- El mètode prediu quants nivells d'energia existeixen per a una molècula donada, quins nivells són degenerats i expressa les energies dels orbitals moleculars en termes de dos paràmetres, anomenats α, l'energia d'un electró en un orbital 2p, i β, l'energia d'interacció entre dos orbitals 2p (el grau en què s'estabilitza un electró permetent-lo deslocalitzar entre dos orbitals). La convenció de signes habitual és deixar que tant α com β siguin nombres negatius. Per entendre i comparar sistemes en un sentit qualitatiu o fins i tot semiquantitatiu, normalment no calen valors numèrics explícits per a aquests paràmetres.
- A més, el mètode també permet el càlcul de la densitat de càrrega per a cada àtom en el marc π, l'ordre d'enllaç fraccionari entre dos àtoms qualsevol i el moment dipolar molecular global.